# Volley-ball aux Jeux africains de 1999
La compétition de volleyball aux Jeux africains a eu lieu à Johannesburg en  Afrique du Sud du 11 au 18 septembre 1999.

## Tournoi masculin

### Équipes
| Groupe A                                             | Groupe B                                          |
| ---------------------------------------------------- | ------------------------------------------------- |
| - Cameroun - Afrique du Sud - Kenya - Ghana - Guinée | - Nigeria - Égypte - Seychelles - Zambie - Rwanda |

### Groupe A
|    | Équipe         | Points | J | G | P |
| -- | -------------- | ------ | - | - | - |
| 1. | Cameroun       | 8      | 4 | 4 | 0 |
| 2. | Afrique du Sud | 6      | 4 | 2 | 2 |
| 3. | Kenya          | 6      | 4 | 2 | 2 |
| 4. | Ghana          | 6      | 4 | 2 | 2 |
| 5. | Guinée         | 4      | 4 | 0 | 4 |

### Groupe B
|    | Équipe     | Points | J | G | P |
| -- | ---------- | ------ | - | - | - |
| 1. | Nigeria    | 8      | 4 | 4 | 0 |
| 2. | Égypte     | 7      | 4 | 3 | 1 |
| 3. | Seychelles | 6      | 4 | 2 | 2 |
| 4. | Zambie     | 5      | 4 | 1 | 3 |
| 5. | Rwanda     | 4      | 4 | 0 | 4 |

### Classement 1-4
- 17 septembre 1999 — Demi-finales

|          |       |                |  |  |
| Cameroun | 3 – 1 | Égypte         |  |  |
| Nigeria  | 3 – 0 | Afrique du Sud |  |  |

- 18 septembre 1999 — Match pour la médaille de bronze

|        |       |                |  |  |
| Égypte | 3 – 0 | Afrique du Sud |  |  |

- 18 septembre — Finale

|          |       |         |  |  |
| Cameroun | 3 – 2 | Nigeria |  |  |

### Classement final
| Place              | Équipe         |
| ------------------ | -------------- |
| Médaille d'or      | Cameroun       |
| Médaille d'argent  | Nigeria        |
| Médaille de bronze | Égypte         |
| 4                  | Afrique du Sud |

## Tournoi féminin

### Équipes
| Groupe A                                    | Groupe B                                |
| ------------------------------------------- | --------------------------------------- |
| - Afrique du Sud - Égypte - Ghana - Sénégal | - Angola - Kenya - Nigeria - Seychelles |

### Classement final
| Place              | Équipe         |
| ------------------ | -------------- |
| Médaille d'or      | Kenya          |
| Médaille d'argent  | Égypte         |
| Médaille de bronze | Nigeria        |
| 4                  | Afrique du Sud |